# Leonów (województwo wielkopolskie)
Leonów – wieś w Polsce położona w województwie wielkopolskim, w powiecie gostyńskim, w gminie Borek Wielkopolski przy drodze wojewódzkiej nr. 438. W Leonowie mieszka około stu osób, a na jego obszarze znajduje się szesnaście gospodarstw. Ziemie rolnicze tutejszych ziem są sklasyfikowane jako klasy trzeciej. Mimo fizycznego oddzielenia od Bolesławowa, nadal utrzymuje z nim wiele wspólnych cech. Obydwie wsie posiadają jedną ochotniczą straż pożarną oraz wspólne koło gospodyń wiejskich. Dodatkowo, we wsi znajduje się muszla koncertowa.
W połowie drogi między Leonowem a Bolesławowem wznosi się pojedynczy dom, niegdyś pełniący rolę szkoły, a obecnie funkcjonujący jako Zakład Aktywności Zawodowej.
W latach 1975–1998 miejscowość administracyjnie należała do województwa leszczyńskiego.